# التحالف الفرنسي الروسي
التحالف الفرنسي الروسي (بالإنجليزية: Franco-Russian Alliance)‏ هو حلف عسكري بين الجمهورية الفرنسية الثالثة والإمبراطورية الروسية من 1892م إلى 1917م. أنهى هذا التحالف العزلة الدبلوماسية لفرنسا وقوض سيادة الإمبراطورية الألمانية في أوروبا. كانت فرنسا لاتزال الحليف الرئيسي لروسيا حتى عام 1917م.
كان التحالف الفرنسي الروسي، أو التقارب الروسي الفرنسي، تحالفًا شكلته اتفاقيات أُبرمت بين عامي 1891 و1894، وقد استمر هذ التحالف حتى عام 1917. أسفرت تقوية الإمبراطورية الألمانية وإنشاء الحلف الثلاثي في عام 1882 وتفاقم الخلافات الفرنسية الألمانية والروسية الألمانية مع نهاية ثمانينيات القرن التاسع عشر عن سياسة خارجية مشتركة ومصالح عسكرية إستراتيجية متبادلة بين فرنسا وروسيا. وخلقت التطورات في العلاقات الاقتصادية بين البلدين الشروط الاقتصادية اللازمة للتحالف الروسي الفرنسي.

## التاريخ
يعود تاريخ التحالف إلى الخلافات التي ولدتها الحرب البروسية الفرنسية بداية سبعينيات القرن التاسع عشر ومعاهدة فرانكفورت لعام 1871. كانت الحكومة الروسية قد قدمت الدعم لفرنسا خلال الفزغ من الحرب عام 1875 حين أجبرت الاعتراضات الروسية والبريطانية ألمانيا على وقف تهديداتها بشن هجوم على فرنسا. في عام 1876، حاول المستشار الألماني، أوتو فون بيسمارك، دون نجاح أن يحصل على ضمانة روسية في الحفاظ على إقليم الألزاس واللورين كجزء من ألمانيا مقابل دعم غير مشروط من قبل ألمانيا للسياسة الروسية في الشرق. في عام 1877، خلال الفزع من الحرب الألمانية الفرنسية الجديدة، حافظ الروس على علاقات ودية مع فرنسا. إلا أن الدبلوماسية الفرنسية، التي كانت تسعى وراء تقارب مع بريطانيا العظمى وألمانيا، اتخذت في أعقاب مؤتمر برلين في عام 1878 موقفًا عدائيًا حيال روسيا. استمرت عزلة فرنسا عن روسيا وسياسة الاستيلاءات الاستعمارية التي تبنتها حتى عام 1885 حين اشتدت الخلافات الفرنسية الألمانية بعد الهزيمة الفرنسية في أنام. وبرزت مطلع العام 1887 خلافات جديدة في العلاقات الفرنسية الألمانية. توجهت فرنسا بنداء إلى الحكومة الروسية لتقديم المساعدة. وعند إبرام ما سُمي بمعاهدة إعادة التأمين مع ألمانيا في عام 1887، أصرت روسيا على أن تحتفظ لفرنسا بالشروط نفسها التي أملتها ألمانيا على حليفتها النمسا.
مع نهاية ثمانينيات القرن التاسع عشر، تمعقت التفاوتات الاقتصادية بين روسيا وألمانيا. ساهم التقارب السياسي الروسي الفرنسي في تدفق رأس المال الفرنسي إلى روسيا. ومع نهاية ذلك العقد ومطلع تسعينيات القرن التاسع عشر، تلقت روسيا عددًا من القروض الكبيرة من فرنسا. مهد تدهور العلاقات الروسية الألمانية وانبعاث الحلف الثلاثي في عام 1891، والشائعات عن انضمام بريطانيا العظمى إلى التحالف، الطريق لإبرام اتفاق سياسي بين روسيا وفرنسا. وخلال زيارة سرب فرنسي إلى كرونشتات في يوليو من عام 1891، أُبرمت اتفاقية عام 1891 في صيغة تبادل رسائل بين وزراء الخارجية. أبدت فرنسا اهتمامًا أكبر بكثير من اهتمام روسيا في تحالف عسكري وسعت لإلحاق التزامات عسكرية باتفاقية عام 1891. نتيجة للمفاوضات، وقّع ممثلو هيئتي الأركان العامة في روسيا وفرنسا معاهدة عسكرية في 7 أغسطس (5 أغسطس وفق التقويم الروسي) 1892، نصت على معونة عسكرية متبادلة في حال وقوع هجوم ألماني. وعن طريق تبادل للرسائل بين 27 ديسمبر (15 ديسمبر) 1893، و4 يناير 1894 (23 ديسمبر 1893)، أعلنت كلتا الحكومتان إقرارها للمعاهدة العسكرية. أضفى ذلك طابعًا رسميًا على التحالف السياسي العسكري الفرنسي الروسي. وكان ذلك التحالف ردًا على تشكيل تكتل عسكري (الحلف الثلاثي) تترأسه ألمانيا. وكانت أوروبا قد شهدت تشكل تكتلين إمبرياليين متعاديين.
مع تعويلها على الدعم الروسي، كثفت فرنسا سياستها الكولونيالية. وبعد حادثة فاشودا عام 1898 مع بريطانيا العظمى، سعت بصورة أكبر لتقوية التحالف مع روسيا. أيضًا سهّل التحالف مع فرنسا توسع الحكومة القيصرية في منشوريا في تسعينيات القرن التاسع عشر. خلال الفترة التحضيرية والسنوات الأول لولادة التحالف الروسي الفرنسي، لعبت روسيا دورًا حاسمًا، إلا أن ذلك تغير بمرور الوقت.

## معرض صور

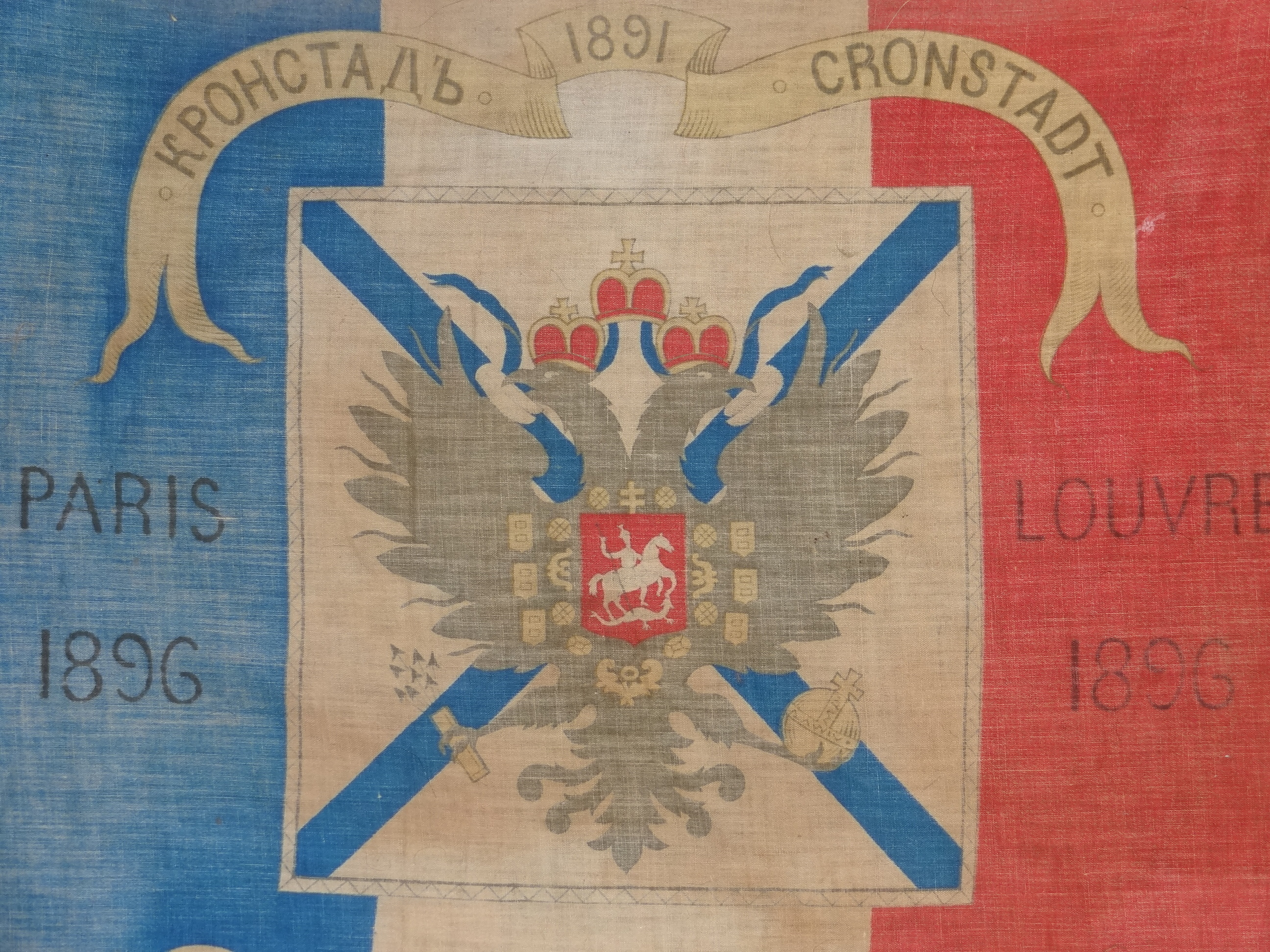
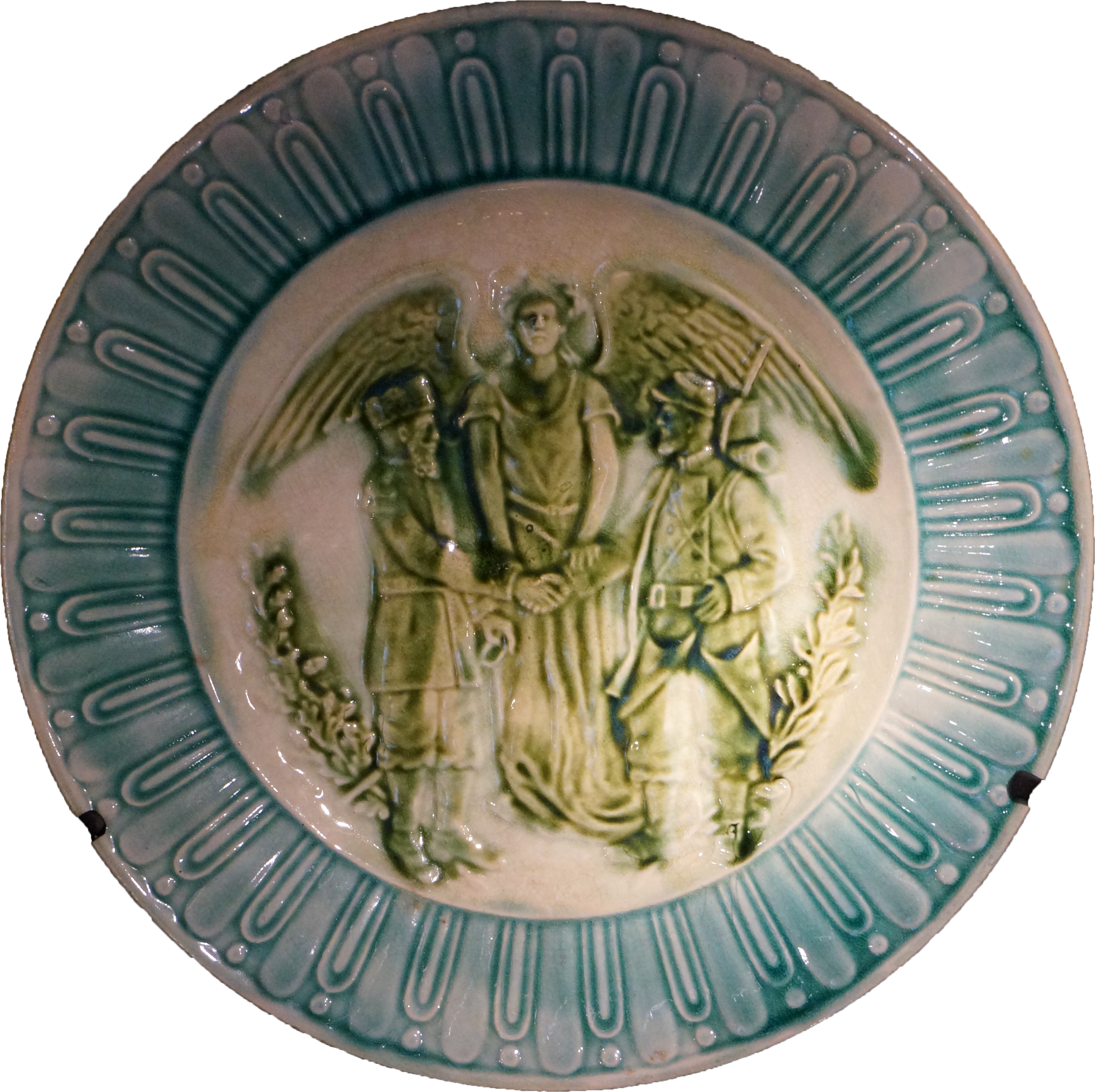
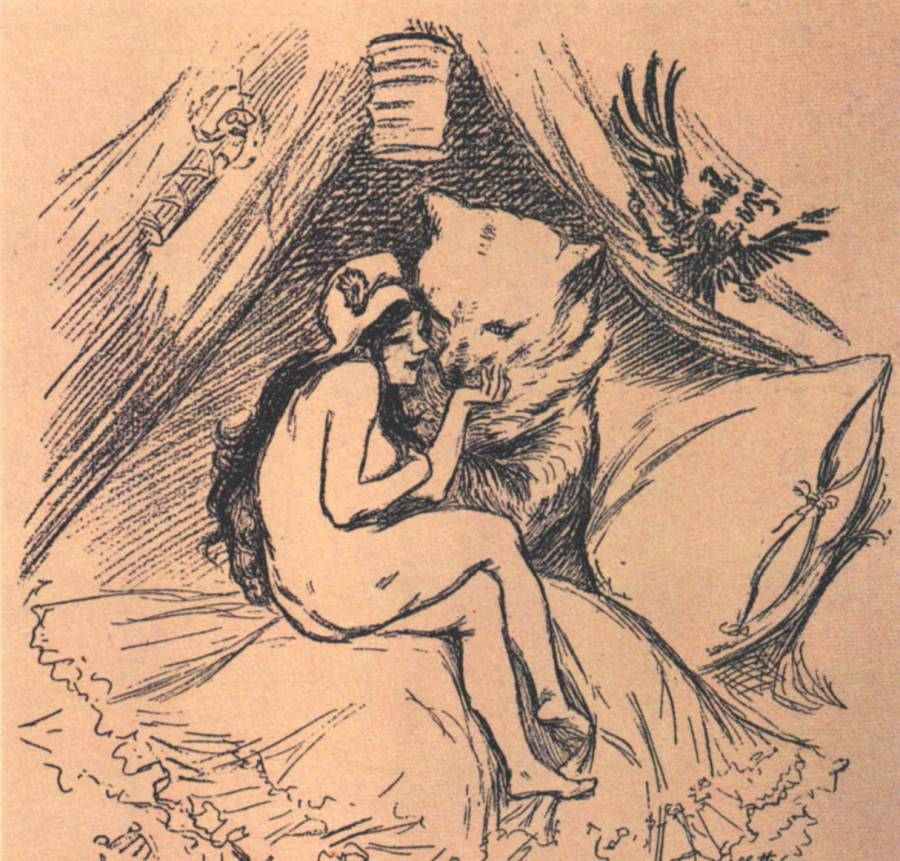
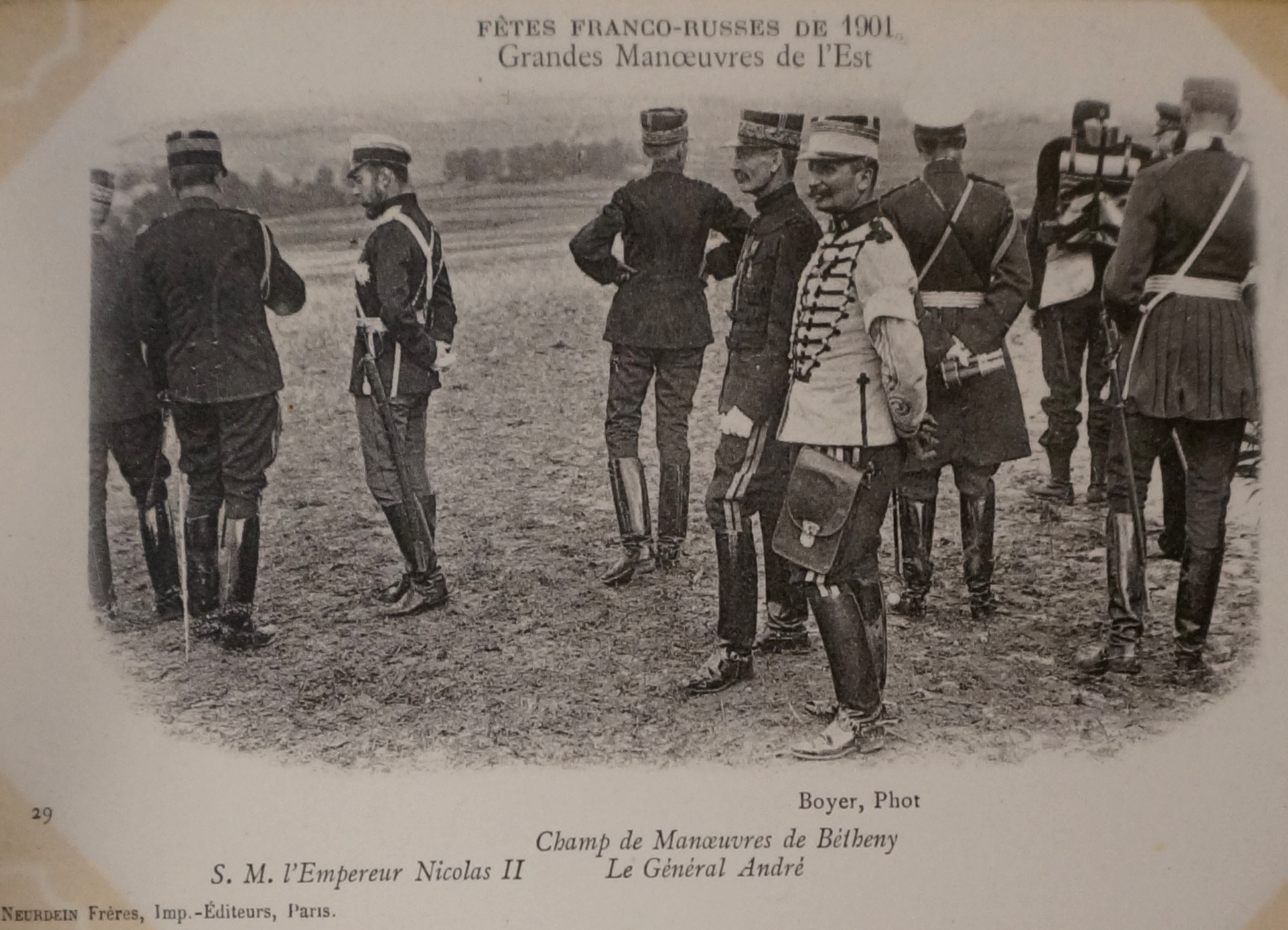